# 維特基
49°22′9″N 33°38′15″E / 49.36917°N 33.63750°E
維特基（烏克蘭語：Вітки），是烏克蘭中部的村莊，隸屬波爾塔瓦州的克雷門丘克區。該村處於普肖爾河右岸，距離曼熱利亞3.5公里，海拔高度105米，2001年人口7。